# Liste des opérateurs de réseau mobile en Amérique
Ceci est une liste des 128 opérateurs de réseau mobile en Amérique.
La liste des opérateurs virtuels ou MVNOs peut être consultée dans l'article Liste des opérateurs de réseau mobile virtuel.

## Antigua-et-Barbuda
| Rang | Opérateur                    | Technologie | Abonnés (en millions) | Propriété                          |
| ---- | ---------------------------- | ----------- | --------------------- | ---------------------------------- |
| 1    | APUA                         | GSM         | ND                    | Antigua Public Utilities Authority |
| 2    | Câble & Wireless (Caribbean) | GSM         | ND                    | Cable & Wireless                   |

## Argentine
| Rang | Opérateur | Sow                   | Abonnés (en millions) | Propriété             |
| ---- | --------- | --------------------- | --------------------- | --------------------- |
| 1    | Claro     | EDGE, GPRS, GSM, CDMA | 23,669 (juin 2022)    | América Móvil (100 %) |
| 2    | Movistar  | GSM, CDMA             | 18,667 (déc 2018)     | Telefónica (100 %)    |
| 3    | Personal  | GSM                   | 5,31 (septembre 2005) | Telecom Argentina     |
| 4    | Nextel    | iDEN                  | 0,567 (juin 2006)     | Cablevisión           |

## Bahamas
| Rang | Opérateur | Technologie | Abonnés (en millions) | Propriété                                  |
| ---- | --------- | ----------- | --------------------- | ------------------------------------------ |
| 1    | Btc       | GSM         | ND                    | The Bahamas Telecommunications Company Ltd |

## Barbade
| Rang | Opérateur        | Technologie | Abonnés (en millions) | Propriété                     |
| ---- | ---------------- | ----------- | --------------------- | ----------------------------- |
| 1    | Câble & Wireless | GSM         | ND                    | Câble & Wireless Barbados Ltd |
| 3    | Digicel          | GSM         | ND                    | Digicel                       |
| 4    | Sunbeach         | CDMA        | ND                    | Telecom Holdings Ltd.         |

## Belize
| Rang | Opérateur | Technologie | Abonnés (en millions) | Propriété                     |
| ---- | --------- | ----------- | --------------------- | ----------------------------- |
| 1    | Digicel   | GSM         | 0,119 (mars 2006)     | Belize Telecommunications Ltd |
| 2    | Smart     | CDMA        | 0,025 (décembre 2005) | Smart                         |

## Bolivie
| Rang | Opérateur | Technologie | Abonnés (en millions) | Propriété                  |
| ---- | --------- | ----------- | --------------------- | -------------------------- |
| 1    | Entel     | GSM         | 1,4                   | Entel SA                   |
| 2    | Nuevatel  | GSM         | ND                    | Nuevatel PCS De Bolivia SA |
| 3    | Tigo      | GSM         | 3,396 (mars 2018)     | MIC (100 %)                |

## Brésil
| Rang | Opérateur                        | Technologie           | Abonnés (en millions) | Abonnés fixe [dont fibre] (en millions) | Propriété                                       |
| ---- | -------------------------------- | --------------------- | --------------------- | --------------------------------------- | ----------------------------------------------- |
| 1    | Vivo                             | CDMA, TDMA, GSM       | 99,192 (juin 2022)    |                                         | Telefónica Móviles (73,7 %) et Portugal Telecom |
| 2    | Claro                            | EDGE, GPRS, GSM, TDMA | 88,412 (juin 2025)    | 22,032 (juin 2025)                      | América Móvil (99,6 %)                          |
| 3    | TIM                              | GSM, TDMA             | 52,826 (mars 2020)    |                                         | Telecom Italia                                  |
| 4    | Oi                               | GSM                   | 12 (juin 2006)        |                                         | Telemar                                         |
| 5    | Telemig Celular/Amazônia Celular | GSM, TDMA             | 4,29                  |                                         | Telpart                                         |
| 6    | Brasil Telecom                   | GSM                   | 2,2 (décembre 2005)   |                                         | Brasil Telecom                                  |
| 7    | Nextel                           | iDEN                  | 0,757 (juin 2006)     |                                         | NII Holdings                                    |
| 8    | CTBC                             | GSM, TDMA             | 0,36                  |                                         | Algar                                           |
| 9    | Sercomtel                        | GSM, TDMA             | 0,09                  |                                         | Londrina (Paraná) Sercomtel                     |

## Canada
| Rang | Opérateur                            | Technologie                                                       | Abonnés (en millions)          | Propriété             |
| ---- | ------------------------------------ | ----------------------------------------------------------------- | ------------------------------ | --------------------- |
| 1    | Rogers                               | LTE, HSPA, UMTS, EDGE, GPRS, GSM,                                 | 10,2 (Cloture de l'année 2016) | Rogers Communications |
| 2    | Telus dont les réseaux Telus et Mike | CDMA2000 1X, CDMA2000 EVDO, CDMA (Telus), WiDEN, iDEN (Mike), LTE | 8,5 (Cloture de l'année 2016)  | Telus Corporation     |
| 3    | Bell                                 | CDMA2000 1XEVDO, CDMA2000 1X, CDMA, LTE                           | 8,4 (Cloture de l'année 2016)  | Bell Canada           |
| 4    | Vidéotron                            | LTE, UMTS                                                         | 1 (novembre 2017)              | Québecor Média        |
| 5    | Bell Aliant                          | CDMA2000 1xEV-DO, CDMA2000 1x, CDMA                               | 0,73 (juin 2006)               | Bell Canada (53 %)    |
| 6    | SaskTel                              | CDMA2000 1xEV-DO, CDMA2000 1x, CDMA                               | 0,411 (avril 2007)             | SaskTel               |
| 7    | Allstream                            | CDMA                                                              | 0,355 (mars 2007)              | MTS Allstream         |
| -    | Eastlink Wireless (en)               | HSPA+, LTE                                                        | NC                             | Eastlink (en)         |
| -    | Shaw Mobile (en)                     | HSPA+, LTE                                                        | NC                             | Shaw Communications   |
| -    | Sogetel Mobilité                     | HSPA+, LTE                                                        | NC                             | Sogetel               |
| -    | SSi Mobile                           | GSM, LTE                                                          | NC                             | SSi Canada (en)       |

## Chili
| Rang | Opérateur       | Technologie     | Abonnés (en millions) | Propriété            |
| ---- | --------------- | --------------- | --------------------- | -------------------- |
| 1    | Movistar        | GSM, CDMA, TDMA | 8,568 (déc 2018)      | Telefónica (100 %)   |
| 2    | Entel           | GSM             | 4,5 (juin 2006)       | Hurtado Vicuña       |
| 3    | Claro           | CDMA            | 7,228 (juin 2022)     | América Móvil (97 %) |
| 4    | Virgin Mobile   | GSM             |                       | Virgin Group         |
| 5    | WOM             | GSM, UMTS       |                       | Novator              |
| 6    | GTD Móvil       | GSM             |                       | Grupo GTD            |
| 7    | VTR             | GSM             |                       | VTR                  |
| 8    | Colo-Colo Móvil | GSM             |                       | Blanco y Negro       |
| 9    | Móvil Falabella | GSM             |                       | Falabella            |

## Colombie
| Rang | Opérateur      | Technologie           | Abonnés (en millions) | Abonnés fixe [dont fibre] (en millions) | Propriété              |
| ---- | -------------- | --------------------- | --------------------- | --------------------------------------- | ---------------------- |
| 1    | Claro Colombia | EDGE, GPRS, GSM, TDMA | 41,677 (juin 2025)    | 9,634 (juin 2025)                       | América Móvil (99,4 %) |
| 2    | Movistar       | GSM, CDMA, TDMA       | 15,716 (déc 2018)     |                                         | Telefónica (67,5 %)    |
| 3    | Tigo           | GSM                   | 7,836 (mars 2018)     |                                         | MIC (?? %)             |
| 4    | Avantel        | iDEN, LTE             |                       |                                         | Avantel                |

## Costa Rica
? millions d’abonnés, soit un taux de pénétration de ? %.
| Rang | Opérateur | Technologie           | Abonnés (en millions) | Propriété                  |
| ---- | --------- | --------------------- | --------------------- | -------------------------- |
| 1    | Grupo Ice | GSM                   | 11,33                 | I.C.E.                     |
| 2    | Claro     | EDGE, GPRS, GSM, TDMA | ?? (mars 2018)        | América Móvil (100 %)      |
| 3    | Movistar  |                       | ? (juin 2017)         | Telefónica Móviles (100 %) |

## Cuba
| Rang | Opérateur | Technologie | Abonnés (en millions) | Propriété                                   |
| ---- | --------- | ----------- | --------------------- | ------------------------------------------- |
| 1    | Cubacel1  | AMPS, GSM   | ND                    | Empresa de Telecommunicaciones de Cuba, SA² |

1. Cubacel est issu de la fusion de Cubacel et C-COM, le 9 février 2004.

2. ETECSA, l'opérateur de téléphonie cubain est détenu à 27 % par Telecom Italia

## Équateur
7,67 millions d’abonnés au total, soit un taux de pénétration de 56,6 %.  (juin 2006)
| Rang | Opérateur  | Technologie           | Abonnés (en millions) | Abonnés fixe [dont fibre] (en millions) | Propriété             |
| ---- | ---------- | --------------------- | --------------------- | --------------------------------------- | --------------------- |
| 1    | Claro      | EDGE, GPRS, GSM, TDMA | 9,996 (juin 2025)     | 0,672 (juin 2025)                       | América Móvil (100 %) |
| 2    | Movistar   | GSM, CDMA, TDMA       | 4,271 (déc 2017)      |                                         | Telefónica (100 %)    |
| 3    | Alegro PCS | CDMA2000 1x, CDMA     | 0,27 (juin 2006)      |                                         | TELECSA               |

## États-Unis
Plus de 430 millions d’abonnés mobiles, au total, fin 2016.
| Rang | Opérateur                                            | Technologie                              | Abonnés (en millions)                  | Propriété                                 |
| ---- | ---------------------------------------------------- | ---------------------------------------- | -------------------------------------- | ----------------------------------------- |
| 1    | Verizon Wireless                                     | LTE, 5G                                  | 117,999 (décembre 2018)                | Verizon Communications                    |
| 2    | AT&T                                                 | LTE, 5G                                  | 169,198 (mars 2020) (avec connections) | AT&T                                      |
| 3    | T-Mobile (incluant MetroPCS)                         | UMA, EDGE, GPRS, GSM, LTE                | 120,872 (mars 2024)                    | Deutsche Telekom (50,2 %)                 |
| 4    | Sprint Inclus Sprint Network et Boost Mobile Prepaid | CDMA2000 1xEV-DO, CDMA2000 1x, CDMA, LTE | 58,556 (décembre 2016)                 | Sprint Nextel                             |
| 5    | TracFone (MVNO)                                      | GSM, CDMA, TDMA, LTE                     | 20,876 (sept 2020)                     | América Móvil (100 %)                     |
| 6    | U.S. Cellular                                        | CDMA2000 1x, CDMA, TDMA, LTE             | 5,031 (décembre 2016)                  | Telephone and Data Systems (82 %)         |
| 7    | Virgin Mobile USA (MVNO)                             | CDMA2000 1xEV-DO, CDMA2000 1x, CDMA, LTE | 4,0                                    | Virgin Group (50 %), Sprint Nextel (50 %) |
| 8    | Cricket Includes Jump Mobile                         | CDMA                                     | 1,84 (juin 2006)                       | Leap Wireless (AT&T)                      |

### Porto Rico
| Rang | Opérateur        | Technologie | Abonnés (en millions) | Propriété |
| ---- | ---------------- | ----------- | --------------------- | --- |
| 1    | Verizon Wireless | CDMA        | 0,503 (mars 2006)     | Verizon Wireless (52 %), Puerto Rican Government (28 %), Banco Popular (13 %), tous devant être cédés à América Móvil dans l’attente d’un verdict anti-monopole employés (7 %) |
| 2    | AT&T             | GSM         | ND                    | AT&T |
| 3    | Centennial       | CDMA        | ND                    | Centennial Communications Corp |
| 4    | SunCom           | GSM         | ND                    | SunCom |
| 5    | Claro            | GSM         | 1,0 (juin 2022)       | América Móvil (100 %) |
| 6    | Movistar         | CDMA        | 0,19 (décembre 2001)  | MoviStar Puerto Rico |
| 7    | Sprint           | CDMA        | ND                    | Sprint Nextel |

## France(Guadeloupe,Guyane,Martinique,Saint-Barthélemy,Saint-Martin,Saint-Pierre-et-Miquelon)
| Rang | Opérateur                              | Technologie          | Abonnés (en millions) | Propriété                          |
| ---- | -------------------------------------- | -------------------- | --------------------- | ---------------------------------- |
| 1    | Orange Caraïbe (Antilles, Guyane)      | GSM, UMTS, LTE, 5G   | N/A                   | Orange                             |
| 2    | SFR Caraïbe (Antilles, Guyane)         | GSM, UMTS, LTE, 5G   | N/A                   | Altice France                      |
| 3    | Free Caraïbe (Antilles, Guyane)        | UMTS, GSM, LTE       | N/A                   | Iliad                              |
| N/A  | Digicel (Antilles, Guyane)             | CDMA, GSM, UMTS, LTE | N/A                   | Denis O'Brien                      |
| N/A  | SPM Telecom (Saint-Pierre-et-Miquelon) | GSM, LTE             | N/A                   | Orange (70 %) Groupe Landry (30 %) |
| N/A  | Globatel (Saint-Pierre-et-Miquelon)    | GSM, LTE             | N/A                   | Christophe Boutin                  |
| N/A  | Dauphin Telecom (Antilles)             | GSM                  | N/A                   | divers                             |

## Grenade
| Rank | Operator          | Technology | Subscribers (in millions) | Ownership                     |
| ---- | ----------------- | ---------- | ------------------------- | ----------------------------- |
| 1    | Cable & Wireless  | GSM        | ND                        | Cable & Wireless              |
| 2    | Digicel           | GSM        | ND                        | Digicel                       |
| 3    | Cingular Wireless | GSM        | ND                        | Grenada Wireless Holdings Ltd |

## Guatemala
| Rang | Opérateur | Technologie        | Abonnés (en millions) | Propriété                 |
| ---- | --------- | ------------------ | --------------------- | ------------------------- |
| 1    | Claro     | GPRS, GSM, CDMA    | ?? (mars 2018)        | América Móvil (99,3 %)    |
| 2    | Tigo      | GSM, TDMA          | 1,6 (juin 2006)       | MIC (55 %)                |
| 3    | Movistar  | GSM, CDMA 1x EV-DO | 1,3 (juin 2006)       | Telefónica Móviles (60 %) |

## Guyana
| Rang | Opérateur    | Technologie | Abonnés (en millions) | Propriété                       |
| ---- | ------------ | ----------- | --------------------- | ------------------------------- |
| 1    | CelStar      | GSM         | ND                    | Cel*Star Guyana Inc             |
| 2    | Cellink Plus | GSM         | ND                    | Guyana Telephone & Telegraph Co |

## Haïti
| Rang | Opérateur | Technologie | Abonnés (en millions) | Propriété                              |
| ---- | --------- | ----------- | --------------------- | -------------------------------------- |
| 1    | Digicel   | GSM         | 2,5 (février 2011)    | Denis O'Brien                          |
| 2    | Comcel    | GSM         | 1,2 (février 2011)    | Trilogy International Partners         |
| 3    | Haitel    | CDMA        | 0,07 (février 2011)   | Haïti Télécommunications International |
| 4    | Natcom    | GSM         | 0,1 (décembre 2011)   | Natcom                                 |

## Honduras
| Rang | Opérateur | Technologie | Abonnés (en millions) | Propriété                                        |
| ---- | --------- | ----------- | --------------------- | ------------------------------------------------ |
| 1    | Tigo      | GSM         | 1,10 (juin 2006)      | MIC (66,7 %)                                     |
| 2    | Claro     | GPRS, GSM   | 0,569 ( juin 2006)    | América Móvil (100 %)                            |
| 3    | Hondutel  | GSM         | ND                    | Empresa Hondurena de Telecomunicaciones Hondutel |

## Mexique
| Rang | Opérateur | Technologie           | Abonnés (en millions) | Abonnés fixe [dont fibre] (en millions) | Propriété             |
| ---- | --------- | --------------------- | --------------------- | --------------------------------------- | --------------------- |
| 1    | Telcel    | EDGE, GPRS, GSM, TDMA | 84,110 (juin 2025)    | 22,327 (juin 2025)                      | América Móvil (100 %) |
| 2    | Movistar  | GSM, CDMA             | 26,310 (déc 2018)     |                                         | Telefónica (100 %)    |
| 3    | AT&T      | CDMA, LTE             | 19,158 (mars 2020)    |                                         | AT&T                  |
| 4    | Unefón    | CDMA, LTE             | 1,3 (juin 2006)       |                                         | AT&T                  |

## Nicaragua
| Rang | Opérateur | Technologie | Abonnés (en millions) | Propriété                 |
| ---- | --------- | ----------- | --- | ------------------------- |
| 1    | Claro     | GPRS, GSM   | 0,988 « http://www.americamovil.com/docs/reportes/eng/2006_2.pdf »(Archive.org • Wikiwix • Archive.is • Google • Que faire ?) (consulté le 1er mai 2013) (juin 2006) | América Móvil (99,6 %)    |
| 2    | Movistar  | GSM, CDMA,  | 0,459 (juin 2006) | Telefónica Móviles (60 %) |

## Panama
| Rang | Opérateur        | Technologie | Abonnés (en millions) | Propriété                 |
| ---- | ---------------- | ----------- | --------------------- | ------------------------- |
| 1    | Cable & Wireless | GSM         | ND                    | Cable & Wireless          |
| 2    | Movistar         | GSM, CDMA   | 0,889 (juin 2006)     | Telefónica Móviles (60 %) |
| 3    | Claro            |             | ? (mars 2017)         | América Móvil (100 %)     |

## Paraguay
| Rang | Opérateur            | Technologie | Abonnés (en millions) | Propriété                           |
| ---- | -------------------- | ----------- | --- | ----------------------------------- |
| 1    | Tigo (Telecel SA)    | GSM, TDMA   | 2,1 (décembre 2007) | MIC (96 %)                          |
| 2    | Personal (Núcleo SA) | GSM, TDMA   | 0,6 | Telecom Italia et Telecom Argentina |
| 3    | VOX                  | GSM         | 0,3 | KDDI Corporation                    |
| 4    | Claro                | GSM         | 0,296 « http://www.americamovil.com/docs/reportes/eng/2006_2.pdf »(Archive.org • Wikiwix • Archive.is • Google • Que faire ?) (consulté le 1er mai 2013)(juin 2006) | América Móvil (100 %)               |

## Pays-Bas(Aruba,Bonaire,Curaçao,Saba,Saint-Eustache,Sint Maarten)
| Rang | Opérateur | Technologie | Abonnés (en millions) | Propriété                             |
| ---- | --------- | ----------- | --------------------- | ------------------------------------- |
| 1    | Digicel   | GSM         | ND                    | New Millennium Telecom Services       |
| 2    | Setar     | GSM         | ND                    | Servicio di Telecomunicacion di Aruba |

## Pérou
| Rang | Opérateur  | Technologie     | Abonnés (en millions) | Abonnés fixe [dont fibre] (en millions) | Propriété             |
| ---- | ---------- | --------------- | --------------------- | --------------------------------------- | --------------------- |
| 1    | Movistar   | CDMA, TDMA      | 13,665 (déc 2018)     |                                         | Telefónica (98,9 %)   |
| 2    | Claro      | EDGE, GPRS, GSM | 12,793 (juin 2025)    | 1,952 (juin 2025)                       | América Móvil (100 %) |
| 3    | Entel Peru | iDEN, UMTS      | 0,297 (juin 2006)     |                                         | Entel                 |

## République dominicaine
| Rang | Opérateur         | Technologie | Abonnés (en millions) | Propriété             |
| ---- | ----------------- | ----------- | --------------------- | --------------------- |
| 1    | Claro             |             | 6,2 (juin 2022)       | América Móvil (100 %) |
| 2    | Altice Dominicana | GSM         | 2,686 (mars 2020)     | Altice                |

## Royaume-Uni

### Anguilla
| Rang | Opérateur  | Technologie | Abonnés (en millions) | Propriété            |
| ---- | ---------- | ----------- | --------------------- | -------------------- |
| 1    | Aguillanet | GSM         | ND                    | Câble & Wireless Ltd |

### Bermudes
| Rang | Opérateur | Technologie | Abonnés (en millions) | Propriété              |
| ---- | --------- | ----------- | --------------------- | ---------------------- |
| 1    | M3        | GSM         | ND                    | M3 Wireless Ltd        |
| 2    | Digicel   | GSM, CDMA   | ND                    | Telecommunications Ltd |

### Îles Caïmans
| Rang | Opérateur        | Technologie | Abonnés (en millions) | Propriété                |
| ---- | ---------------- | ----------- | --------------------- | ------------------------ |
| 1    | Cable & Wireless | GSM         | ND                    | Cable & Wireless Limited |
| 2    | Digicel          | GSM         | ND                    | Digicel                  |

### Îles Malouines
| Rang | Opérateur | Technologie | Abonnés (en millions) | Propriété |
| ---- | --------- | ----------- | --------------------- | --------- |
| 1    | Sure      | GSM         | ND                    | Batelco   |

### Îles Vierges britanniques
| Rang | Opérateur | Technologie | Abonnés (en millions) | Propriété                    |
| ---- | --------- | ----------- | --------------------- | ---------------------------- |
| 1    | CCT       | GSM         | ND                    | Caribbean Cellular Telephone |

## Salvador
| Rang | Opérateur | Technologie | Abonnés (en millions) | Propriété                                          |
| ---- | --------- | ----------- | --- | -------------------------------------------------- |
| 1    | Personal  | GPRS, GSM   | 1,06 « http://www.americamovil.com/docs/reportes/eng/2006_2.pdf »(Archive.org • Wikiwix • Archive.is • Google • Que faire ?) (consulté le 1er mai 2013) (juin 2006) | América Móvil (95,8 %)                             |
| 2    | Tigo      | GSM, TDMA,  | 0,963 (juin 2006) | MIC (100 %)                                        |
| 3    | Movistar  | GSM, CDMA   | 0,694 (juin 2006) | General International Telecom El Salvador (99,3 %) |
| 4    | Digicel   | GSM         | ND | CTI Holdings                                       |

## Trinité-et-Tobago
| Rang | Opérateur | Technologie | Abonnés (en millions) | Propriété            |
| ---- | --------- | ----------- | --------------------- | -------------------- |
| 1    | Bmobile   | TDMA, GSM   | ND                    | TSTT                 |
| 2    | Digicel   | GSM         | ND                    | Digicel              |
| 3    | Laqtel    | CDMA        | ND                    | Telcom Holdings Ltd. |

## Uruguay
| Rang | Opérateur | Technologie | Abonnés (en millions) | Propriété             |
| ---- | --------- | ----------- | --------------------- | --------------------- |
| 1    | Ancel     | GSM         | 2,893 (juin 2016)     | Antel                 |
| 2    | Movistar  | GSM         | 1,581 (déc 2017)      | Telefónica (100 %)    |
| 3    | Claro     | GPRS, GSM   | 0,800 (juin 2016)     | América Móvil (100 %) |

## Venezuela
| Rang | Opérateur | Technologie | Abonnés (en millions) | Propriété                                                |
| ---- | --------- | ----------- | --------------------- | -------------------------------------------------------- |
| 1    | Movistar  | CDMA        | 9,389 (déc 2017)      | Telefónica (100 %)                                       |
| 2    | Movilnet  | CDMA, TDMA  | 5,59 (juin 2006)      | CANTV, Verizon (29 %) (vente à América Móvil en attente) |
| 3    | Digitel   | GSM         | 2,3 (juin 2006)       | Telvenco                                                 |
| 4    | Iridium   |             |                       |                                                          |